# Lophiodontidae
Lophiodontidae - rodzina wymarłych ssaków nieparzystokopytnych, spokrewnionych z tapirami, żyjących w eocenie na terenach Europy i Chin. Jedynymi opisanymi rodzajami w obrębie Lophiodontidae są Lophiodon oraz  Rhinocerolophiodon.